# Admir Áureo Bortolini
Admir Áureo Bortolini (Concórdia, 1 de junho de 1946 — Florianópolis, 6 de fevereiro de 2021) foi um agrônomo e político brasileiro.

## Vida
Filho de Atílio Bortolini e de Olímpia Maziero Bortolini, diplomou-se em agronomia pela Universidade de Passo Fundo, em 1973.

## Carreira
Foi deputado à Assembleia Legislativa de Santa Catarina na 10ª legislatura (1983 — 1987), eleito pelo Partido do Movimento Democrático Brasileiro (PMDB).

## Morte
Morreu em 6 de fevereiro de 2021, aos 74 anos de idade, devido a um câncer.